# Верещагин, Николай Васильевич
Никола́й Васи́льевич Вереща́гин (13 [25] октября 1839, Череповецкий уезд, Новгородская губерния — 13 [26] марта 1907, Череповецкий уезд, Новгородская губерния) — российский общественный деятель, создатель новой отрасли русского народного хозяйства «масло- и сыроделия», инициатор крестьянского «артельного маслоделия», выросшего в крупнейшее кооперативное движение России. Участник Крымской войны, лейтенант.
Старший брат художника Василия Васильевича Верещагина.

## Биография
Николай Васильевич Верещагин родился 13 (25) октября 1839 года в семье предводителя дворянства в имении Пертово (Пертовка) Любецкой волости Череповецкого уезда Новгородской губернии, ныне имение не сохранилось, в 1941—1947 годах затоплено Рыбинским водохранилищем, территория относится к Уломскому сельскому поселению Череповецкого района Вологодской области. В семье было 11 детей, из них 4 умерли в детстве.
Вместе с братом Василием обучались в морской роте Александровского корпуса в Царском селе.
В 1850 году вместе с братом Василием он был определён в Александровский кадетский корпус для малолетних. Затем учился в Морском кадетском корпусе, который окончил в 1856 году.
В годы Крымской войны служил на винтовой 3-пушечной канонерской лодке «Бурун» Кронштадтского отряда. Участвовал во второй балтийской кампании 1855 года. 4 (16) августа 1855 года отряд из 6 винтовых канонерок («Бурун», «Ёрш», «Зарница», «Порыв», «Шквал», и «Щука») под командованием контр-адмирала Самуила Мофета вступил в боевое соприкосновение с противником (два колёсных парохода и винтовой фрегат) у Толбухина маяка. Перестрелка длилась 2 часа, у русских было несколько попаданий по фрегату и одному пароходу, огонь англичан был безрезультатным.
В 1859 году мичман Верещагин получил разрешение «не в пример прочим» (как сказано в приказе генерал-адмирала) посещать вольнослушателем лекции в Императорском Санкт-Петербургском университете (посещал естественный факультет университета, слушал лекции профессора Александра Васильевича Советова).
В 1861 году вышел в отставку с производством в лейтенанты. В 1861—1866 годах был кандидатом в мировые посредники Череповецкого уезда. Занимался введением Уставных грамот с началом Великой реформы.
Женился на бывшей крепостной из соседнего имения Татьяне Ивановне Ваниной, не получив благословения отца. После венчания молодые, одолжив денег, весной 1865 года уехали в Швейцарию, где Н. В. Верещагин обучался у местных сыроделов. Сперва три месяца работал подмастерьем в маленькой сырне в городе Коппе кантона Во Швейцарской Конфедерации, затем учился у других мастеров. По возвращении на родину организовал на кредит, полученный в октябре 1865 года от Вольного экономического общества школу сыроварения для обучения крестьян сыроварению. Кредит был выдан из процентов от яковлевского капитала, который был завещан на улучшение хозяйства Тверской губернии.
Зимой 1865/66 года он поселился с женой в полузаброшенной пустоши Александровке села Видогощи Кудрявцевской волости Корчевского уезда Тверской губернии (ныне Калининский район Тверской области), арендовав две избы. Лучшую оборудовали под сырню, вырыв подвал и обложив его кирпичом, другую приспособили под жилье. Получив постепенно влияние на окрестных крестьян, Верещагин начал заводить артельные сыроварни, и через 2 года их было более 10. Мастерами ставились его ученики.
В 1868 году, путешествуя по России Великий князь Алексей Александрович в сопровождении наставника вице-адмирала Константина Николаевича Посьета посетил Видогощи.
О значимости дела Верещагина говорит такой факт, что ради визита на ферму Верещагина Д. И. Менделеев отказался лично докладывать об открытии Периодического закона на заседании Русского химического общества (1869), поручив это делопроизводителю общества Н. А. Меншуткину. Сам же Менделеев в те дни самолично готовил сыр и масло, а также вызвался доить по очереди с хозяином корову по кличке «Нянька».
В 1868 году Верещагин начал хлопотать об учреждении правительственной Школы молочного хозяйства. Школа была открыта в мае 1871 года в селе Едимоново Кудрявцевской волости Корчевского уезда Тверской губернии (ныне Конаковский район Тверской области), закрыта в 1898 году.
В 1889 году стал председателем Комитета скотоводства при Императорском московском обществе сельского хозяйства (ИМОСХ), ввел в практику ежегодные выставки областного крестьянского скота.
Член-корреспондент Вольного экономического общества (ВЭО) (1861), действительный член (с 1870). Член Комитета скотоводства при Московском обществе сельского хозяйства (МОСХ), председатель этого комитета (с 1884), почётный член МОСХ (с 1883).
В 1899 году — гласный уездного земского собрания, Череповецкий уезд.
Николай Васильевич Верещагин скончался 13 (26) марта 1907 года в своем родовом имении Пертово (Пертовка) Любецкой волости Череповецкого уезда Новгородской губернии, ныне имение не сохранилось, в 1941—1947 годах затоплено Рыбинским водохранилищем, территория относится к Уломскому сельскому поселению Череповецкого района Вологодской области, окруженный вниманием своей семьи. Похоронен на кладбище села Любец, ныне село затоплено тем же водохранилищем, территория относится к Судскому сельскому поселению Череповецкого района Вологодской области.
На траурном заседании Московского общества сельского хозяйства выступил князь Г. Г. Гагарин: «Я всегда поражался глубокой любовью Николая Васильевича к избранной деятельности и искренним желанием в этой сфере помочь ближнему. Перед этим альтруизмом и любовью я и преклоняюсь, так как твердо убежден, что не личные интересы, даже не широкие научные познания и труды двигают вперед намеченное дело, а главная сила на всех поприщах человека есть любовь».

## Сыроварение и маслоделие
С 1865 года изучал сыроварение в Швейцарии, Германии, а затем в Дании и Англии.
19 (31) марта 1866 года на средства ВЭО открыл первую в России артельную крестьянскую сыроварню в селе Отроковичи Городенской волости Тверского уезда, затем на ссуды земства и ВЭО — ещё несколько под Тверью и под Рыбинском (совместно с Владимиром Ивановичем Бландовым), где начали готовить швейцарский и голландский сыры.
В следующем десятилетии наладил производство английского сыра чеддер на собственных сыроварнях. Получил за него высшие награды на международных выставках в Великобритании в 1878, 1879, 1880 годах и в России. Освоил выпуск французских сыров и «нормандского масла». Швейцарский сыр готовился под Тверью, голландский — под Рыбинском.
В случаях падежа скота, брака или пожара Верещагин помогал артелям, привлекая дополнительные ссуды, свои личные средства, пожертвования частных лиц, что, однако, не спасло от краха целый ряд артелей на первом этапе артельного движения. На практике артельная идея прижилась только спустя два десятилетия, когда крестьяне привыкли поставлять молоко сообща в частные маслодельни и сыроварни за твердую плату. Верещагин не являлся теоретиком кооперации, его идея заключалась в том, чтобы дать крестьянину дополнительный приработок в личном хозяйстве и стимулировать развитие молочного скотоводства.
Участвовал совместно с «князем-кооператором» Александром Илларионовичем Васильчиковым в учреждении ссудо-сберегательных товариществ (с 1871) и развитии краткосрочного кредита в стране. Кредитная и потребительская кооперация привлекла миллионы людей в начале XX века.
В 1869 году в Москве открыл мастерскую по изготовлению специальной молочной луженой посуды, а также приспособлений и оборудования для сыроварения. Изделия мастерской к 1895 году получили четырнадцать золотых и серебряных медалей на выставках в России и за рубежом.
С изобретением молочных сепараторов способствовал поставкам их из Швеции в Россию и лицензионному производству в Санкт-Петербурге. Сепараторы, упростив технологию, вызвали стремительный рост числа частных маслозаводов (ежегодные продажи ручных, конных и паровых сепараторов лишь только одной фирмы Де-Лаваля составляли в России в 1890-х годах 20 000 штук).
Подготовил проект закона о фальсификации масла и о контроле качества молочной продукции (утвержден в 1891 году). Разработал типовые проекты деревенского маслозавода и избы-холодильника для хранения продукции.
Оспаривал распространённое мнение учёных (академика Александра Фёдоровича Миддендорфа и др.) о необходимости замены отечественных пород скота зарубежными. «Не в породах дело, а в уходе и кормлении» — убеждал он. Участвовал в подготовке и проведении Первой Всероссийской выставки крупного рогатого скота в 1869 в Петербурге. Сотрудничал с Ветеринарным комитетом Министерства внутренних дел по правоприменению закона об обязательном убивании чумного скота (1879). По инициативе Верещагина Министерство государственных имуществ в 1883—1885 гг. и 1888—1890 гг. проводило обследование скота. Кроме того, Верещагин, подобрав образцовое молочное стадо, совместно с А. А. Поповым, Владиславом Феофиловичем Сокульским, И. Ф. Ивашкевичем провёл наблюдения и опыты по увеличению продуктивности коров, результаты опубликовал в книге «К вопросу о русском молочном скоте» (1896). Инициатор устройства регулярных областных «местных» выставок молочного скота и организатор многих из них. Местные выставки сделались популярны, множась ежегодно.
Широко распространял опыт ведения молочного хозяйства. Основал в Москве газету «Скотоводство» (1878—1880), а затем (с 1889), газету «Вестник русского сельского хозяйства». За одиннадцать лет опубликовал свыше 160 статей по молочному делу в этой газете (с 1890 года — член редколлегии, с 1898 года — издатель-соредактор «ВРСХ»).
Другие его статьи и доклады помещены в «Трудах…» Вольного экономического общества и Московского общества сельского хозяйства. Издавал популярные «народные» брошюры с инструкциями и наставлениями. Высказывался за идею создания специализированного издания — журнала «Молочное хозяйство» (начал выходить в 1902 г.)
По инициативе Верещагина на средства Министерства земледелия и государственных имуществ (МЗиГИ) созданы передвижные образцовые маслодельни в Архангельской, Владимирской, Полтавской, Смоленской губерниях (1886), а также штат мастеров-инструкторов молочного хозяйства. В хозяйства Вологодской губернии были привлечены опытные практики из Дании (1894).
На средства Министерства государственных имуществ открыл первую в России школу масло-, сыроделия и молочного скотоводства (1871) и возглавлял её вплоть до закрытия (1898). Пригласил преподавателями в школу иностранных специалистов. С 1875 года преподаватели — преимущественно выпускники школы. На занятиях изучались скотоводство и технология изготовления масла, сгущённого молока, сыров (честера, бакштейна, пармезана, камамбера, швейцарского, лимбургского, голландского и др.). В 1883 году при школе созданы с помощью профессора Г. Г. Густавсона лаборатория и опытная станция. Приволжское село Едимоново стало научным и организационным центром нарождающейся промышленности. К 1889 году было обучено свыше 470 мастеров, к 1898 — около тысячи. Среди учеников Верещагина: Н. Ф. Блажин, В. Ф. Сокульский, А. А. Кирш, братья Ав. А. и А. А. Калантары, А. И. Тимирева, А. В. Чичкин. Подготовка мастеров велась в нескольких сёлах Рыбинского, Вологодского, Гжатского и Вышневолоцкого уездов Тверской губернии. В Пречистом открылась одна из первых школ скотоводства, маслоделия и сыроварения на основе нового Устава (1890) с пособием от казны.
Значительную помощь в подготовке кадров и содействие другим начинаниям Верещагин получил от Владимира Ивановича Бландова, которого привлек к делу в 1870 году. Торговый дом братьев Бландовых (наряду с Александром Васильевичем Чичкиным) преобладал в Москве, снабжая москвичей первосортной молочной продукцией в специализированных магазинах на уровне мировых стандартов. Совместно с Аветисом Айрапетовичем Калантаром Верещагин способствовал созданию в Вологде высшего учебного заведения — Вологодского молочнохозяйственного института (проект утверждён в 1903 году, уточненный проект — в 1911 году). При Московском сельскохозяйственном институте была открыта кафедра молочного хозяйства (1902).

## Сельскохозяйственные выставки
Верещагин инициатор и организатор Первой молочно-хозяйственной выставки в Москве (1878), и Первой Всероссийской выставки молочных продуктов в Санкт-Петербурге (1899). Являлся экспонентом и экспертом Всероссийских художественно-промышленных выставок в Москве (1882) и Нижнем Новгороде (1896), Всероссийских сельскохозяйственных выставок в Харькове (1887) и Москве (1895), а также многих губернских выставок. Сформировал (совместно с Бландовым) русский молочный отдел на Всемирной выставке в Париже (1900); экспоненты получили 59 наград, а весь отдел — почетный диплом.
Командировал на средства князя Н. А. Львова двух мастеров во главе с А. А. Киршем для организации первых артелей на Северном Кавказе (начали действовать в 1880 году в станице Боргустанской, в 1884 году — в немецкой колонии Вольдемфюрст).
С началом движения по Великому сибирскому пути, при участии своих помощников распространял опыт артельных и частных маслоделен в Сибири; первые частные заводы открыты А. Я. Памфиловой (1887) в Тюменском уезде и А. А. Вальковым (1894) в Курганском уезде Тобольской губернии, первая артель — В. Ф. Сокульским (1895) в Ялуторовском уезде. Способствовал учреждению в 1897 отдела (филиала) МОСХ в Кургане; добился предоставления государственных кредитов сибирским маслоделам, что подготовило почву для создания «Союза сибирских маслодельных артелей» (инициатор и директор — А. Н. Балакшин, 1907).
С конца 1860-х годов постоянно занимался также железнодорожными тарифами и вопросами быстрой доставки продукции от производителей в торговую сеть, позже — и на зарубежные рынки. В 1881 году подготовил проект улучшения перевозок по железной дороге скоропортящихся продуктов. Добился тогда же постройки (под личным контролем) и ввода в эксплуатацию первого изотермического вагона. Инициатор проектировки и серийного производства вагонов-ледников (первая серия — 1899 год).
В дни Всероссийского Съезда сельских хозяев и маслоделов (1899) — председатель Комиссии по установлению морской экспортной пароходной линии. Способствовал организации сезонных так называемых «масляных поездов» из Сибири к портам в Виндаве, Либаве, Риге, Ревеле, Санкт-Петербурге (были приурочены к погрузке пароходов, а судовые рейсы — к дням биржевой торговли в Лондоне, Гулле, Гамбурге); оборудованию железных дорог льдохранилищами (к 1907 году — через каждые 160 вёрст). Перевозка молочных продуктов стала образцовой среди всех прочих перевозок скоропортящихся грузов в ведомстве Министерства путей сообщения.
В 1901 году из Сибири экспортировано около 2 миллионов пудов масла на сумму 24 миллиона рублей, в 1913 году соответственно — около 5,8 на 74 миллиона рублей. Ежегодный экспорт сибирского масла превысил доходы от всех золотых приисков Сибири, причем две трети выручки доставалось непосредственно крестьянам поставщикам молока. Экспорт молочных продуктов составил по ценности шестое место в ряду предметов внешней торговли России.
Число маслозаводов в Сибири в последний предвоенный год составило 5190. Это была, как писалось тогда «мужицкая промышленность». Артельных заводов в Сибири и Европейской России в 1912 году насчитывалось: 3000 «договорных» и, кроме того, 460 — учреждённых на основании Устава.
За 1871—1897 годы Верещагин получил в виде целевых или долгосрочных кредитов, ссуд и иных выплат по сметам Министерства государственных имуществ 780 тысяч рублей, или 80 % всех государственных ассигнований на развитие новой отрасли. Вкладывал в дело личные средства, причем Императорскими распоряжениями (1883, 1890, 1893) и решением Комитета Министров (1897) бо́льшая часть этих средств принята на счёт казны как расходы на общегосударственные цели. Для оплаты очередных опытов по молочному скотоводству Верещагин заложил своё родовое имение.
В начале 1900-х годов Верещагин, сохраняя должность консультанта Министерства земледелия и государственных имуществ, отошёл от активной деятельности из-за «разлада» с Министерством финансов и лично с министром С. Ю. Витте. Претензии к финансовому ведомству Верещагина (и его наследников) поддерживали министры А. С. Ермолов, А. В. Кривошеин, П. А. Столыпин, Вологодское и Ярославское земства, Курганский отдел МОСХ, но при жизни Верещагина недоразумение не было ликвидировано.
Как оценивал сам Верещагин свои сорокалетние труды? «…Мне пришлось: 1) приучить обрабатывать молоко сообща, 2) снабдить надлежащей посудой, 3) ввести у нас выработку всех сортов масла и сыров, 4) организовать их сбыт на внутренних рынках и за границей, 5) ввести контроль и определение качества молока, 6) доказать пригодность русской молочной коровы для переработки усиленных кормов и оплату ею этих кормов и улучшения в уходе, 7) широко распространить все добытые знания в России…»
Значимым фактом стало обнаружение и публикация автобиографической брошюры Верещагина, направленной им в правительственные инстанции. Этот уникальный документ, оставаясь неизвестным историкам, считался более столетия утраченным.

## Награды
- Орден Святой Анны III степени, 1869 год, За заслуги «по устройству и распространению крестьянского сыроварения»
- Золотая медаль, Императорское московское общество сельского хозяйства, 1869 год
- Золотая медаль, Императорское Вольное экономическое общество, 1870 год

## Память
- Вологодской государственной молочнохозяйственной академии присвоено имя Н. В. Верещагина в июле 1995 года
- Памятник, установлен 27 октября 2021 года перед входом в учебный корпус № 1 Вологодской государственной молочнохозяйственной академии имени Н. В. Верещагина, Вологда, ул. Шмидта, 2 — 59°17′12″ с. ш. 39°40′44″ в. д.HGЯO
- Всероссийский молочный форум вручает награду «За выдающиеся заслуги в молочной отрасли имени Н. В. Верещагина»[10].
- Фильм Валерия Татарова «Жизнь по маслу»[11][12].
- С 2019 года в г. Конаково Тверской области (место открытия в 1866 году первой сыродельной артели в России) проводится ежегодный муниципальный гастрономический фестиваль "ВЕРЕЩАГИН СЫРFEST"[11]

## Сочинения
- Об условиях сбыта коровьего масла на заграничных рынках" // Журнал ИМОСХ "Русское сельское хозяйство. 1869. Т. 2. Вып. 3.
- О сыроделии и сыроварных ассоциациях в Швейцарии: Сост. по собств. наблюдениям Н. В. Верещагиным. — 2-е изд. — Санкт-Петербург: Скл. артел. сыроварен, 1869. — 88 с.
- Артельные сыроварни в Новом свете. — Санкт-Петербург : тип. Неклюдова, 1870. — 16 с.
- Чтение Н. В. Верещагина, учредителя артельных сыроварен: о наивыгоднейших способах обработки молочных продуктов. — Санкт-Петербург: тип. Н. Неклюдова, 1870. — [2], 25 с.
- Что такое артельная сыроварня? — Санкт-Петербург: тип. Н. Неклюдова, ценз. 1870. — 9 с.
- О лучших способах хранения и сбыта молока и приготовления из него масла: (Публ. чтение в С.-х. музее М-ва гос. имуществ, 2 марта 1871 г.). — Санкт-Петербург: тип. С. Н. Степанова, ценз. 1872. — 25 с.
- Чтения Н. В. Верещагина в Императорском Сельскохозяйственном музее по вопросам о молочных скотоводстве и хозяйстве. — Санкт-Петербург: тип. В. Демакова, 1886. — [2], 52 с.
- Заметка о жирности молока иностранного и русского скота / [Соч.] Н. В. Верещагина. — 1888. — 120 с.
- Новости по молочному хозяйству / Николай Верещагин. — Москва: тип. М. Г. Волчанинова, 1889. — 31 с.
- Работы французского ученого Жирара по культуре картофеля. — Москва: «журн. Вестн. рус. сел. хоз-ва», 1891. — 17 с.
- Уездные агрономы. — Москва: журн. «Вестн. рус. сел. хоз-ва», 1891. — 21 с.
- Возможно ли в России сварить сыр на манер швейцарского, не уступающий последнему не только по виду, но и по вкусу? // ВРСХ, М. 1893, № 25
- О необходимости срочной пароходной линии с приспособлениями в пароходах для экспорта скоропортящихся продуктов. — Москва: т-во тип. А. И. Мамонтова, ценз. 1899. — 13 с.
- [Дело жизни] типография В. Ф. Киршбаума; без авторского названия, без года, 65 стр. Обнаружена в НСХБ ГНУ ВИР Россельхозакадемии (СПб). Издание и комментарий А. В. Гутерца; датировка публикатора1894 г. (Вологда, 2017).

## Семья
Род Верещагиных относился к нетитулованным российским дворянским семьям, но был причислен к древним благородным родам, записанный в шестую часть Родословной дворянской книги Новгородской губернии определением временного присутствия Герольдии от 22 декабря 1847 года (3 января 1848 года).
- Прадед Матвеей Верещагин, сын вологодского чиновника, владел поместьями в селе Громыхалове и деревне Слиново
- Прадед Алексей Петрович Башмаков, владел совместно с князьями Прозоровскими в Череповецком уезде селами Пертовка, Любец и совместно с дворянкой Еропкиной деревней Вичелово
  - Дед, Василий Матвеевич Верещагин, премьер-майор
  - Бабушка, Наталья Алексеевна Верещагина (урожд. Башмакова)
  - Брат бабушки, Петр Алексеевич Башмаков, убит своими крепостными крестьянами
  - Дед, Николай Петрович Жеребцов (?—1780), капитан, служил в Кронштадтском гарнизонном полку, владел более чем тысячью душ крепостных.
  - Бабушка, Наталья Андреевна Жеребцова (? — до 1835)
    - Отец, Василий Васильевич Верещагин
    - Мать, Анна Николаевна Верещагина (урожд. Жеребцова, 26 октября (7 ноября)  1819 года, погост Архангельский на Чёрном ручью, Кашинский уезд, Тверская губерния — 10 (22) октября 1881 года, Череповец), мать 11 детей[14], однако четверо из них (Наталья, 2 Алексея и Анна) умерли в детском возрасте.
    - Дядя, Алексей Васильевич Верещагин
    - Тётка, Варвара Николаевна Ельчанинова (урожд. Жеребцова, 21 октября (2 ноября)  1804 года — 4 (16) августа 1875 года), её муж отставной подполковник Осташковский помещик Иван Михайлович Ельчанинов
    - Дядя, Семён Николаевич Жеребцов (22 октября (3 ноября)  1805 года — 18 (30) сентября 1881 года), воспитывался в Императорском Царскосельском лицее. В 1825 — прапорщик лейб-гвардии Гренадерского полка, к следствию не привлекался. Впоследствии полковник.
    - Тётка, Прасковья Николаевна Дубасова (урожд. Жеребцова, 18 (30) октября 1808 года — ?), её муж флота мичман Старицкий помещик Дмитрий Александрович Дубасов
    - Тётка, Вера Николаевна (урожд. Жеребцова, 21 марта (2 апреля)  1814 года — ?)
      - Брат, Василий (14 (26) октября 1842 года — 31 марта (13 апреля)  1904 года) сразу после окончания Морского кадетского корпуса вышел в отставку и стал художником.
      - Брат, Сергей (1845—1878), военный
      - Брат, Александр (10 (22) мая 1850 года — 28 января (10 февраля)  1909 года), генерал-лейтенант, писатель
      - Брат, Михаил (1816—1922),
      - Брат, Алексей (1819—?), служил в отделении Череповецкого тюремного комитета, полковник,
      - Сестра, Мария (1851—?)
- Жена Татьяна Ивановна (урожд. Ванина), бывшая крепостной
  - Дочь Ольга Николаевна Воскресенская, её муж Воскресенский Николай Николаевич
    - Внучка Мария Николаевна Марьинайтис (? — 1942), её муж Алексей Николаевич Марьинайтис
      - Правнучки Елена, Мария, Тамара, Евдокия Марьинайтис

  - Сын Кузьма Николаевич (1864—1932), его жена Мария Александровна (урожд. Соколова, 1879—1958)
    - Внучка Наталья Кузьминична (1905—?)
    - Внучка Анна Кузьминична Сафонова (1905—?), её муж Сафонов В. А.
    - Внук Николай Кузьмич (21 ноября 1908, Пертовка — 27 октября 2008, Санкт-Петербург), учёный-палеонтолог, доктор биологических наук, специалист в области мамонтологии, его жена Виталия Викторовна (урожд. Решетняк).
      - Правнук Александр Николаевич (1938—?)
        - Праправнук Николай Александрович (1965—?)

      - Правнучка Татьяна Николаевна (род. 1958)

    - Внучка Мария Кузьминична (1910—?), её 1-й муж Дубосарский
    - Внук Сергей Кузьмич (1914—?)

  - Сын Василий Николаевич (1866—1948), его жена Виринея Платоновна (урожд. Мигалова, 1864—1935)
    - Внучка Татьяна Васильевна (1897—?)
    - Внучка Ольга Васильевна Нольде (1899—?), её муж Нольде